# Kring van Draaiorgelvrienden
Kring van Draaiorgelvrienden is een in 1954 opgerichte vereniging voor het behoud van de draaiorgelcultuur in Nederland.

## Ontstaan
Na de Tweede Wereldoorlog nam de belangstelling voor het draaiorgel in Nederland af, terwijl het buitenland meer interesse ging tonen. Daardoor werden veel waardevolle orgels aan andere landen verkocht. Om dit een halt toe te roepen richtten enkele liefhebbers (waaronder Romke de Waard) in mei 1954 de vereniging Kring van Draaiorgelvrienden op.
Door zich landelijk te verenigen en allerlei activiteiten te ontplooien hoopte men het draaiorgel zijn plaats in de Nederlandse samenleving te laten behouden. 
Tot grote vreugde van veel orgelliefhebbers heeft de Rijksoverheid in 1992 een tiental orgels geplaatst op de lijst van onvervangbare cultuurgoederen.

## Activiteiten
Om de doelstellingen te verwezenlijken is de Kring van Draaiorgelvrienden actief op verschillende terreinen. Zo wordt elk kwartaal draaiorgelmagazine "Het Pierement" uitgebracht. Leden krijgen het blad gratis thuisgestuurd. Daarnaast worden in het hele land evenementen georganiseerd waar verschillende draaiorgels te zien en te horen zijn. Traditioneel zijn de jaarlijkse Nationale Draaiorgeldag in het Nederlands Openluchtmuseum in Arnhem (mei/juni), en de met andere organisaties gezamenlijk georganiseerde jaarlijkse evenementen in Haarlem (Tweede Pinksterdag) en Amsterdam (september). Ook heeft de KDV het meest uitgebreide archief van draaiorgels in Nederland, dat bestaat uit vele duizenden foto's, audio- en video-opnamen, alsmede artikelen uit uiteenlopende media. 

## Museum
Op initiatief van de Kring van Draaiorgelvrienden (en in het bijzonder voorzitter Romke de Waard), werd eind jaren 50 het zeer succesvolle Museum van Speelklok tot Pierement in Utrecht opgericht. Het museum begon klein, maar door de groei van de collectie moest het museum twee keer verhuizen. Sinds 1984 is het museum in de Buurkerk te Utrecht gehuisvest. Inmiddels is de naam veranderd in Museum Speeklok.